# Furoner

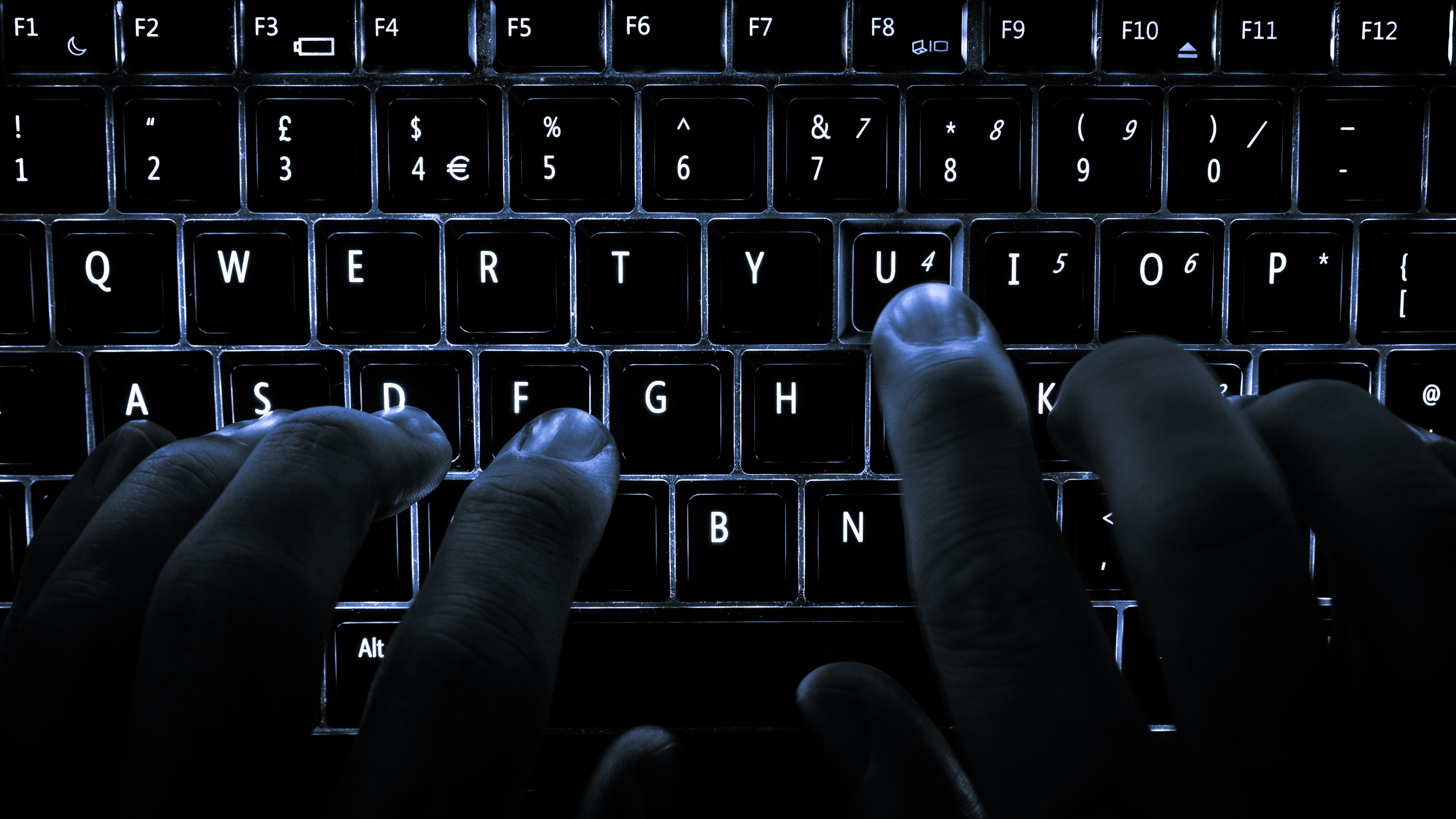

Un furoner o una furonera (anglès: hacker) és una persona apassionada per la informàtica, que té un gran coneixement de les xarxes i els sistemes informàtics i un viu interès per a explorar-ne les característiques i per a posar a prova les seves habilitats en aquest àmbit. Pot, entre d'altres, introduir-se en un sistema informàtic per demostrar-ne la vulnerabilitat, sigui de manera legal encarregat per una empresa o servei públic, per a provar-ne la seguretat, sigui de manera espontània o il·legal per a exhibir les seves habilitats. Es distingeix del pirata informàtic perquè aquest segon opera amb ànim criminal.
Originàriament definia als programadors amb un gran domini dels sistemes informàtics. Era un terme positiu, tot i que la paraula precisa per un purista del gremi era cracker. És bastant revelador que hi hagi moltes pel·lícules de Hollywood en què la seguretat a les xarxes té un paper fonamental. Des de Jocs de guerra (1983), en què un mòdem, ara ja antiquat, permet accedir a un superordinador militar fins a Firewall (2006), en la qual el títol mateix fa referència a un tipus de dispositiu físic de seguretat, passant per The net (La xarxa) (1995), en la qual la referència també resulta òbvia.
Sens dubte en totes aquestes pel·lícules es forja una figura de furoner que irromp en el sistema plenament present en els mitjans de comunicació en massa, fet pel qual s'ha propiciat a la propagació d'aquest terme fins a la població no tecnòloga.
Per tots aquests motius, qualsevol professional que treballi en el camp de les xarxes també ha de ser conscient d'aquesta problemàtica, ja que, desgraciadament, formarà part del seu dia a dia.
Segons la motivació, les seves gestions poden ser considerades com positives o criminals. Els primers utilitzen el seu coneixement per a furonejar febleses, forats o vulnerabilitats (anglès bug) al programari per millorar els sistemes i actuen al descobert. Uns furonegen com a diletants i uns altres com a professionals dins de les empreses que desenvolupen programari. Així Linus Torvalds (creador del kernel linux) o Juan Carlos García Cuartango que va descobrir forats importants a Internet Explorer i Microsoft Office són considerats hackers al sentit positiu de la paraula, de vegades anomenats «furoners de barret blanc». Operen sota el codi d'«ètica furonera» que admet que l'accés als ordinadors d'altri és dolent, però que descobrir i explotar mecanismes de seguretat i accedir a ordinadors és, no obstant això, un aspecte interessant que es pot fer d'una manera ètica i legal.
En sentit negatiu, els furoners criminals, en català pirates informàtics o crackers en anglès, s'introdueixen als sistemes de forma il·legal per a obtenir dades, i utilitzar-les amb ànims criminals (xantatge, robatoris electrònics de comptes bancaris, codis secrets de targetes de crèdit…), per a introduir virus. En la zona grisa es troben els furoners de serveis secrets d'estats o d'exèrcits que s'introdueixen en els sistemes de l'enemic per tal d'inhabilitar-les i fer la guerra amb altres mitjans. Un dels més famosos va ser l'atac cibernètic a les instal·lacions nuclears de l'Iran el 2012.

## Altres significats[calcitació]
En informàtica, un furoner és una persona que pertany a una de les comunitats o subcultures que s'indiquen a continuació:
- En seguretat informàtica aquest terme fa principalment a entrades remotes no autoritzades per mitjà de xarxes de comunicació com Internet (Black hats). Però també inclou a aquells que depuren i arreglen errors en els sistemes (White hats) i als de moral ambigua com són els Grey hats.

- Una comunitat d'entusiastes programadors i dissenyadors de sistemes originada en els seixanta al voltant de l'Institut Tecnològic de Massachusetts (MIT), al Tech Model Railroad Club (TMRC) i el Laboratori d'Intel·ligència Artificial del MIT. Aquesta comunitat es caracteritza pel llançament del moviment de programari lliure. El RFC 1392 amplia aquest significat com «persona que gaudeix d'un coneixement profund del funcionament intern d'un sistema, en particular d'ordinadors i xarxes informàtiques»

- La comunitat d'aficionats a la informàtica domèstica, centrada en el maquinari posterior als setanta i al programari (jocs d'ordinador, crack de programari, la demoscene) d'entre els vuitanta / noranta.

- S'utilitza la paraula hacker, per descriure a una persona que practica la programació informàtica, amb una mena de passió artística, o que forma part de la cultura dels hackers, és a dir, al grup de programadors que històricament estan en els orígens d'Internet, de Linux i de la World Wide Web.

No obstant això, més enllà de les definicions del terme hacker vinculades al món informàtic o tecnològic, cal destacar l'ús d'aquesta paraula per extensió (i de fet així va ser en els seus inicis l'origen de la mateixa) a tota persona que implementa solucions per a qualsevol sistema, sigui informàtic o no, de manera que aquest pugui utilitzar-se de formes no pensades per qui van crear aquests sistemes.
Així mateix, el terme hacker està indissolublement unit a tota persona que manipula o que posseeix coneixements pràctics que modifiquen els usos de les coses de manera que aquestes puguin emprar per a fins no previstos en el seu origen. D'aquí l'ús dels termes de hacker —incorrecta la seva escriptura en català sota les normes d'ortografia, de manera que requereix distinció en cursiva o entre cometes en els mitjans que no es pugui fer servir la cursiva— o hackejant, com a sinònim d' "alterant els seus fins" per complir altres funcions.

## Història[calcitació]
El 1961 el MIT, el Massachusetts Institute of Technology, va adquirir la microcomputadora PDP-1, el que va atreure la curiositat d'un grup d'estudiants que formaven part del Tech Model Railroad Club, TMRC, ja que podrien interactuar directament amb ella mitjançant codis de programació. A causa que la microcomputadora trigava molt a encendre, es quedava presa tota la nit fent que els membres del TMRC tinguessin accés a ella i poguessin començar a experimentar, un dels èxits més famosos d'aquests experiments va ser la creació del videojoc Spacewar.
Temps després alguns membres del TMRC es van tornar membres del Laboratori d'Intel·ligència Artificial del MIT i es van portar amb ells la tradició de jugar-se bromes innocents entre ells, a les quals cridaven hacks. Van ser els membres d'aquest laboratori els primers a autonombrarse hackers. Aquesta comunitat es caracteritza pel llançament del moviment de programari lliure. La World Wide Web i Internet en si mateixa són creacions de hackers.
El 1962, J.C.R. Licklider va crear un nou concepte que canviaria les telecomunicacions. Aquest concepte s'anomenà ARPANET. Una idea que va començar com un projecte del Departament de Defensa per a la comunicació acabar sent una extensa xarxa d'ordinadors transcontinental d'alta velocitat, la qual comunicava universitats, laboratoris d'investigació i contractistes de defensa entre d'altres. Un efecte que va tenir aquesta xarxa va ser la d'unir a tots els hackers dels EUA, fent que comencessin a descobrir-se a ells mateixos. ARPANET va ajudar el fet que els amants de la programació poguessin tenir un espai per generar idees i al mateix temps per tenir una identitat.
D'aquí va sortir la idea de crear un arxiu que fes un compilat tant de l'argot com de les discussions que s'havien referent a la cultura hacker. A aquest primer compilat se li va cridar Jargon File que era més com un diccionari. Es va publicar el 1983 com The Hacker 's Dictionary i a poc a poc s'ha anat actualitzant. Actualment la versió impresa es coneix com The New Hacker 's Dictionary.
Amb l'arribada del nou PDP-10, ara hi havia una nova oportunitat per provar als estudiants més brillants. Va ser llavors quan estudiants del MIT van atacar el Sistema Operatiu del nou processador i van crear un de nou anomenat ITS (Sistema de Temps Compartit Incompatible). El Sistema Operatiu es podia descriure com excèntric i rar. Contenia alguns errors, però l'avanç que van aconseguir pel que fa a la innovació tècnica els va portar a tenir el rècord del sistema operatiu més antic en ús continu.
La creació del nou sistema operatiu va fer que aprenguessin a programar en diferents llenguatges, molts d'ells segueixen sent utilitzats en l'actualitat. Un exemple és el llenguatge IA LISP que per la seva estructura i complexitat va fer que els programadors pensessin de forma més creativa i fins i tot inusual. Però va ser gràcies a això que van començar a desenvolupar les seves habilitats per atacar i fer servir la tecnologia al seu favor.

### ARPANET[calcitació]
Després de 1969 el laboratori d'Intel·ligència Artificial del MIT va ser connectat a l'ARPANET des d'on va poder tenir contacte amb altres departaments d'investigació informàtica d'altres universitats com Stanford i Bolt Beranek & Newman. Amb aquesta nova forma de comunicació dels estudiants van començar a col·laborar amb altres malgrat la distància. A partir d'aquest moment es va començar a formar una cultura i va néixer el Jargon file ("fitxer d'argot"), document que tenia una llista de termes que s'usaven en el seu argot col·loquial i que es va originar a Standford el 1987. Els hackers del MIT van crear el seu propi sistema operatiu, l'ITS, que utilitzava el llenguatge LISP.

### UNIX[calcitació]
Al mateix temps que ARPANET naixia, també era creat el sistema operatiu UNIX en els laboratoris Bell. UNIX, juntament amb el llenguatge C, era molt portable i compatible amb les màquines. Les màquines amb UNIX tenien la seva pròpia connexió amb altres màquines amb UNIX, i aquesta interconnexió rebre el nom d'Usenet. Per 1980 els primers llocs en Usenet començaven a transmetre notícies, formant una gran xarxa de distribució que creixeria més que ARPANET.
Els dos grups de hackers estaven dividits i era poc comú que algú que fes servir UNIX també fes servir ARPANET. El 1983 es va cancel·lar la distribució de la PDP-10, la qual va ser un dels microordinadors favorits dels hackers i en la qual es va construir l'ITS. Després de la cancel·lació d'aquest microordinador per part de la Digital Equipment Corporation la variant de Unix creada a Berkeley es va convertir en el sistema hacker per excel·lència, i per aquesta època Richard M. Stallman, inventor de l'editor Emacs, va crear la Free Software Foundation.

### GNU[calcitació]
El 1983 Stallman buscava crear un propi sistema operatiu de tipus Unix que estigués disponible de forma lliure, i va fundar el projecte GNU (acrònim de GNU No és Unix). Stallman va substituir el copyright o tots els drets reservats, pel copyleft o tots els drets reversats, de manera que buscava que qualsevol programa publicat a la xarxa per la FSF pogués ser utilitzat i modificat sota una llicència de la Fundació i amb la condició de difondre les modificacions que es arribessin a fer al programa també respectant les llibertats de l'usuari. Un altre dels seus èxits va ser haver popularitzat el terme "programari lliure" en un intent d'aconseguir el seu objectiu i posar-li nom al producte de tota cultura hacker.

### Linux[calcitació]
El 1991, un estudiant de la Universitat de Hèlsinki, Linus Torvalds dissenyava el seu propi UNIX sobre la base de la fundació i va publicar el codi font a la xarxa demanant ajuda per perfeccionar-lo. Amb ajuda de centenars de programadors que es van posar a la tasca d'ajudar a Linux amb el codi, es desenvolupa el Kernel Linux (erròniament se l'anomena sistema operatiu), que originalment tenia el nom de Freix. Avui dia és promocionat per diferents governs, com el de França, i sempre està en codi obert i sense drets de propietat sobre aquest.

## Èticahacker[calcitació]
El 1984, Steven Levy va publicar el llibre titulat Hackers: heroes of the computer revolution, (en català, "Els hackers: els herois de la revolució informàtica") on es planteja per primera vegada la idea de l'ètica hacker, i on es proclama i es promou una ètica de lliure accés a la informació i al codi font del programari. Levy es va basar en entrevistes per poder identificar els sis principis bàsics relacionats amb les creences i les operacions dels hackers.
D'acord amb Levy als sis fonaments del hacker són:
1. L'accés als ordinadors ha de ser il·limitat i total;
2. Tota informació hauria de ser lliure;
3. Cal promoure la descentralització i desconfiar de les autoritats;
4. Els hackers haurien de ser jutjats per la seva tasca i no per coses com la seva raça, la seva edat, o la seva posició social;
5. Es pot crear art i bellesa en un ordinador;
6. Els ordinadors poden canviar la teva vida a millor;

No obstant això, l'ètica hacker genera controvèrsia, i hi ha persones, com l'estudiant de dret Patrick S. Ryan, que critiquen els principis recentment enumerats de l'ètica hacker, considerant que allà "hi ha molt poca ètica", i catalogant aquests enunciats com " un crit de batalla —que— no posa límits als hackers ". No obstant això, per a altres persones, com ara Linus Torvalds, aquests principis ètics estan d'acord amb la feina quotidiana del hacker, que és " interessant, emocionant, i cosa que es gaudeix ", adjectius que a vegades són emprats pels mateixos hackers per descriure els seus respectius treballs, la qual cosa també limita la restricció que es proclama sobre la llibertat d'utilitzar la informació.
D'acord amb Raymond, l'ètica social del hacker es basa en tres principis:
1. La creença que compartir informació és bo
2. Que els hackers tenen una responsabilitat ètica de compartir la informació amb la qual treballen
3. Que els hackers haurien de facilitar l'accés a ordinadors quan sigui possible

## Principals problemes[calcitació]
- Nivell físic: res no impedeix punxar el cable per fer una escolta o espionatge de dades. A més, atès que la xarxa ethernet es basa en un mecanisme de difusió per transmetre el senyal, tots els equips connectats reben els missatges que s'envien per la xarxa. Tothom ho ignora menys el destinatari real. Però si un equip decideix recopilar tots els missatges. Un exemple d'aquest tipus és l'spam, correu brossa que utilitza aquesta arquitectura per fer un ús de comunicació de massa.
- Nivell d'Internet i transport: la comunicació entre equips es basa en l'intercanvi de paquets d'informació entre ells. Inicialment, res impedeix que un equip falsifiqui missatges i es faci passar per un altre, o que respongui missatges dels quals no era el destinatari. Únicament s'ha de saber l'identificador (adreça IP) de les parts que s'estan comunicant. Aquests missatges aniran donant voltes abans d'arribar al destinatari final, res impedeix que un dispositiu intermedi intercepti o modifiqui el contingut del missatge.
- Nivell d'aplicació: cada tipus d'aplicació té un tipus diferent de vulnerabilitat segons la seva implementació del protocol de capa de l'aplicació que utilitzi. Normalment aquest fet pot donar accés a dades que se suposaven segures o a l'execució de programes no autoritzats en l'equip client/servidor.

## Furoners coneguts
- Richard Stallman
- Bill Gates
- Mark Zuckerberg
- Theo de Raadt
- Juan Carlos García Cuartango
- Virgil Griffith
- Karl Koch (1965-1989)
- Adrian Lamo
- Linus Torvalds
- Lisbeth Salander, personatge fictici de les novel·les de Stieg Larsson